# Dunces and Dangers
Dunces and Dangers er en amerikansk stumfilm fra 1918 af Larry Semon.

## Medvirkende
- Larry Semon som Larry
- Madge Kirby
- William Hauber
- Owen Evans
- Pietro Aramondo